# Пенцлавиці
Пенцлавиці (пол. Pęcławice) — село в Польщі, у гміні Пйонтек Ленчицького повіту Лодзинського воєводства.
Населення — 106 осіб (2011).
У 1975-1998 роках село належало до Плоцького воєводства.

## Демографія
Демографічна структура станом на 31 березня 2011 року:
|          | Загалом | Допрацездатний вік | Працездатний вік | Постпрацездатний вік |
| -------- | ------- | ------------------ | ---------------- | -------------------- |
| Чоловіки | 53      | 15                 | 33               | 5                    |
| Жінки    | 53      | 14                 | 29               | 10                   |
| Разом    | 106     | 29                 | 62               | 15                   |